# Neogutierrezia mirabilis
Neogutierrezia mirabilis är en skalbaggsart som beskrevs av Martinez 1953. Neogutierrezia mirabilis ingår i släktet Neogutierrezia och familjen Rutelidae. Inga underarter finns listade i Catalogue of Life.